# Bezirksamt Osterburken
Das Bezirksamt Osterburken, zunächst Justizamt Burken, war eine Verwaltungseinheit im Norden des Großherzogtums Baden. Gegründet 1807 in napoleonischer Zeit, ging es 1828 im Bezirksamt Adelsheim auf.

## Geschichte
Vor Inkrafttreten der Bestimmungen des Reichsdeputationshauptschlusses 1803 war das im Bauland gelegene Osterburken Sitz einer kurmainzischen Amtsvogtei, die dem Oberamt Amorbach unterstellt war. Ihr Gebiet gehörte anschließend zum Fürstentum Leiningen, bis dieses in Umsetzung der Rheinbundakte mediatisiert und in diesem Bereich der badischen Landeshoheit unterstellt wurde. Im Sommer 1807 wurde Osterburken zunächst dem standesherrlichen Amt Buchen zugeteilt. Bereits im Dezember 1807 wurde dieses in drei Teile aufgespaltet. Osterburken bildete ab da mit den Orten Hemsbach, Seckach, Schlierstadt, Seligental, Waidachshof und Zimmern sowie Ruchsen (zuvor Amt Boxberg) als Justizamt Burken eine eigene Verwaltungseinheit, die der Landvogtei Mosbach unterstellt war.
1813 kam es zu einer erneuten Umstrukturierung. Nun dem Tauberkreis und dem dazwischen gelagerten Kriminalamt Boxberg unterstellt, kamen vom Amt Adelsheim die grundherrschaftlichen Orte Adelsheim, Sennfeld, Volkshausen, Leibenstadt, Dollishof, Eberstadt, Sindolsheim, Widdern, Merchingen und Hüngheim sowie vom aufgelösten Justizamt Rosenberg noch Rosenberg, Bronnacker (mit Dörrhof und Neuhof) und Bofsheim hinzu. 1819 wurden im ganzen Land die Kriminalämter aufgehoben, nun war unmittelbar der Main und Tauberkreis für Osterburken zuständig. Ende 1828 wurde die Verlegung des Amtssitzes nach Adelsheim und die damit verbundene Umbenennung des Bezirksamtes verkündet.

## Gemeinden und Einwohner 1825
Für 1825 wird von diesen Ortschaften und Einwohnerzahlen berichtet:
Als Standesherr Fürst zu Leiningen:
- Hemsbach 123
- Osterburken: 1.114
- Ruchsen: 304
- Schlierstadt: 894
  - Seligental: 17
- Seckach: 648
  - Waidachshof: 43
- Zimmern: 312

Als Standesherr Fürst zu Löwenstein-Wertheim-Rosenberg:
- Rosenberg: 851
  - Bronnacker: 145
  - Dörrhof: 13
  - Neuhof: 6
- Bofsheim: 318

Als Grundherrschaftliche Orte:
- Adelsheim: 1.210 (Gh: Adelsheim-Sennfeld und Adelsheim-Oberschloß)
  - Damberg: 12
  - Hergenstadt: 101
  - Seehof: 6
  - Wemershof: 57
- Sennfeld: 915 (Gh: Adelsheim-Sennfeld und Rüdt von Collenberg-Bödigheim)
  - Volkshausen: 47
- Leibenstadt: 514 (Gh: Gemmingen-Babstadt und Gemmingen-Hornberg)
  - Dollishof: 166
- Eberstadt: 559 (Gh: Rüdt von Collenberg-Eberstadt)
- Sindolsheim mit dem Schloss: 623 (Gh: Waldkirch)
- Widdern mit Schustershof, Seehaus und Ziegelhütte: 1213 (badischer Kondominatsanteil; Gh: Löwenstein-Wertheim-Rosenberg, Gemmingen-Presteneck und Zyllnhardt)
- Merchingen: 968
  - Dörnishof: 12
- Hüngheim: 529 (Gh: Berlichingen)

## Spätere Entwicklung
1840 wurden die Orte des ursprünglichen Justizamtes Burken dem Bezirksamt Buchen, Ruchsen dem Bezirksamt Mosbach zugeteilt,, beides wurde 1849 rückgängig gemacht. Das Bezirksamt Adelsheim ging bei seiner Auflösung 1936 vollständig zum Bezirksamt Buchen, das 1939 in den Landkreis Buchen überging. Bei der Kreisreform 1973 kamen die meisten der Orte zum Neckar-Odenwald-Kreis, die Gemeinde Ruchsen hingegen zum Landkreis Heilbronn. Lediglich Widdern, dessen badische Anteile 1846 an das Königreich Württemberg abgetreten wurden, ging bei der Verwaltungszugehörigkeit einen anderen Weg, der über das Oberamt Neckarsulm 1938 ebenfalls in den Landkreis Heilbronn führte.